# Bobby Donaldson
Robert Stanley „Bobby“ Donaldson (* 29. November 1922 in Boston, Massachusetts; † 2. Juli 1971) war ein US-amerikanischer Jazzschlagzeuger des Swing.

## Leben und Wirken
Bobby Donaldson spielte Anfang der 1940er Jahre zunächst in lokalen Bands; während des Militärdienstes, den er in New Yeok ableistete, spielte er mit Russell Procope. 1946/47 arbeitete er bei Cat Anderson und ging mit ihm auf Tournee; danach arbeitete er in den Bands von Edmond Hall, Andy Kirk, Lucky Millinder, Buck Clayton, Red Norvo, und Sy Oliver/Louis Armstrong. Donaldson galt in den 1950er und 1960er Jahren als profilierter Sessionmusiker und war an zahlreichen Plattenproduktionen beteiligt, u. a. bei Frankie Laine (Jazz Spectacular, 1956), mit Helen Merrill, Ruby Braff, Mel Powell, Benny Goodman, Count Basie, Bobby Jaspar, Herbie Mann, Andre Hodeir, Kenny Burrell, Lonnie Johnson, Frank Wess, Willis Jackson und Johnny Hodges. Er nahm auch Alben unter eigenem Namen auf, so 1958 das Album Dixieland Jazz Party für Savoy, an dem u. a Rex Stewart, Vic Dickenson, Buster Bailey, Seldon Powell, Al Lucas und Bucky Pizzarelli mitwirkten.